# 奈迈什伯德
奈迈什伯德，是匈牙利沃什州所辖的一个村，总面积9.14平方公里，总人口638，人口密度69.8人/平方公里（2010年1月1日）。